# Pampakuy
Pampakuy est une commune située dans le département de Barani de la province de Kossi au Burkina Faso.